# Kalanganyar (Sedati)
Kalanganyar is een bestuurslaag in het regentschap Sidoarjo van de provincie Oost-Java, Indonesië. Kalanganyar telt 4392 inwoners (volkstelling 2010).